# Здравоохранение в Венгрии

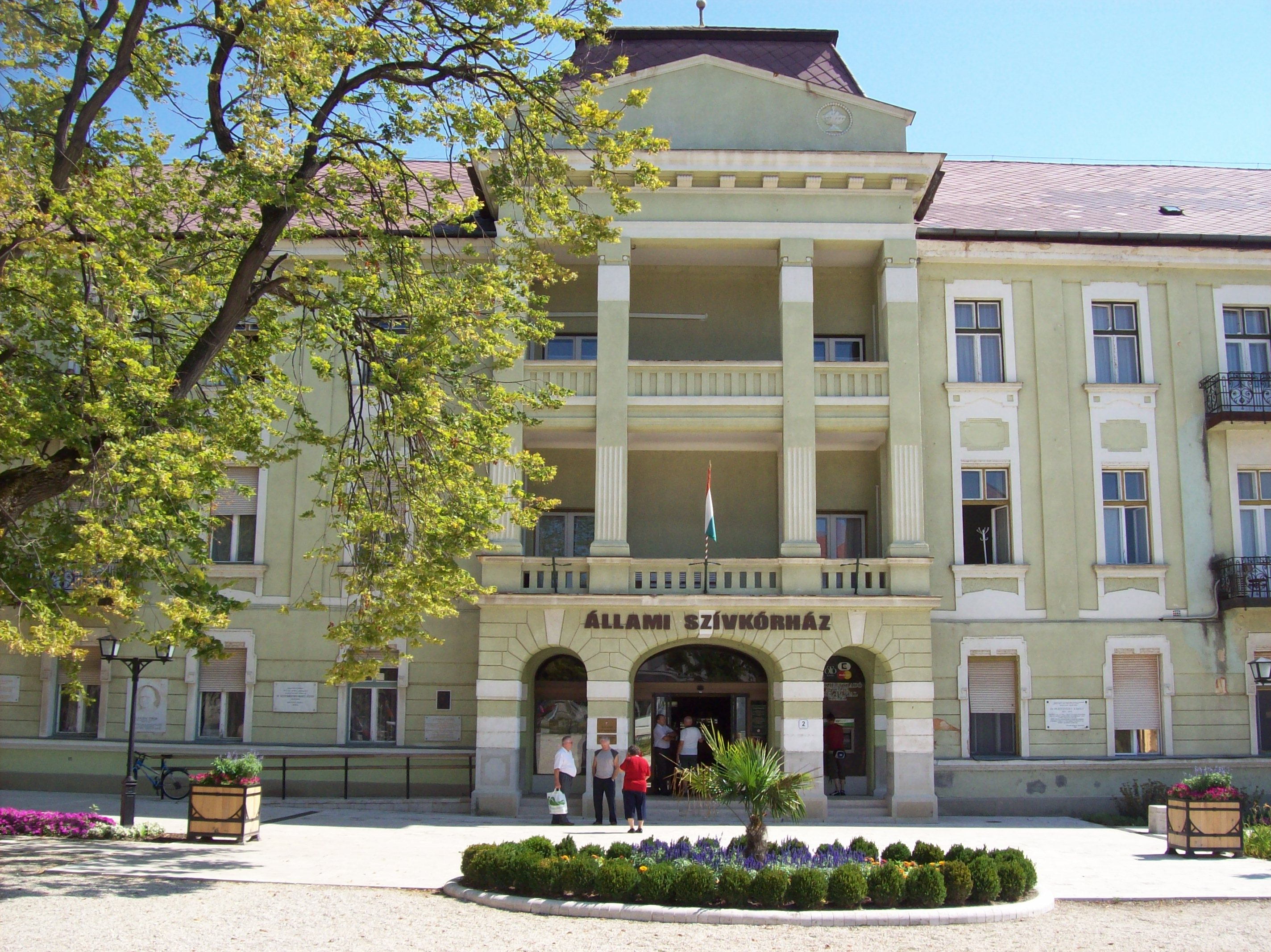
Государственный госпиталь Сердца в Балатонфюреде

В Венгрии принята обязательная система здравоохранения, управляемая Национальным фондом медицинского страхования (венг. Országos Egészségbiztosítási Pénztár (OEP)) и существующая на средства налогоплательщиков. Согласно данным ОЭСР, всё население обеспечено страховками, которые являются бесплатными для детей моложе 16 лет, родителей-одиночек, студентов, пенсионеров (от 62 лет), людей с доходом ниже прожиточного минимума, лиц с инвалидностью (в том числе психически больных) и религиозных деятелей. С 1993 по 2013 годы средняя продолжительность жизни выросла на 7,48 лет у мужчин и на 4,92 года у женщин; детская смертность в 2014 году составила 4,6 на 1000 новорождённых. Расходы Венгрии на медицинское страхование составили 7,8 % от ВВП в 2012 году; общие расходы составили 1668,7 долларов США на человека в 2011 году (1098,3 долларов США от государства — 65 %, 590,4 долларов США от частных лиц — 35 %).
Из стран ОЭСР зарплата врачей Венгрии — самая низкая; обычным врачам платят 140 % от средней зарплаты, специалистам в госпиталях — 160 %.

## Развитие системы медицинского страхования

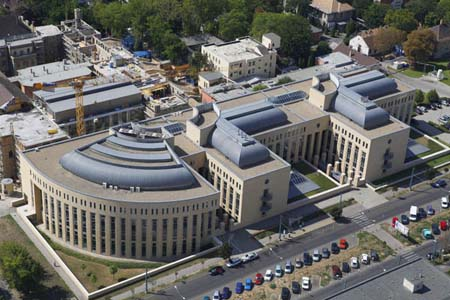
Больница Ужоки, Будапешт

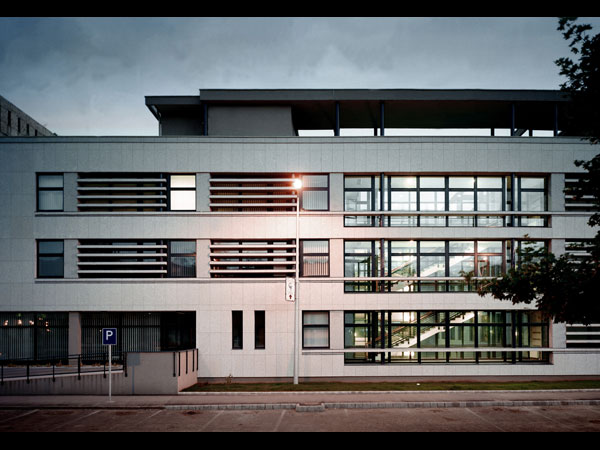
Центр кардиологии и кардиохирургии, Печ

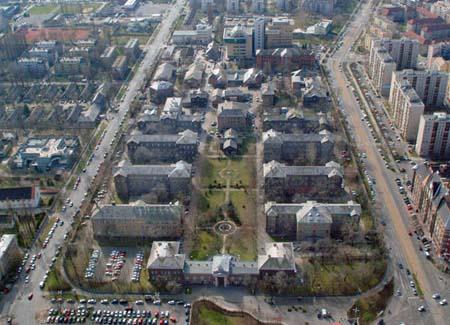
Клиника Святого Иштвана на проспекте Уллёи, Будапешт. Вместе с больницей Святого Ласло образует крупнейший медицинский центр в Венгрии

Первые больницы появились в Венгрии в XIII веке, в шахтёрских городах. В 1496 году было основано де-факто первое общество медицинского страхования для горняков Яношом Турзо. В 1907 году было образовано первое зарегистрированное общество медицинского страхования — «Национальный фонд помощи больным и пострадавшим в результате несчастных случаев рабочим» (венг. Országos Munkásbetegsegélyező és Balesetbiztosító Pénztár). В 1928 году был образован Национальный институт социального страхования (венг. Országos Társadalombiztosítási Intézet), что стало первым шагом к созданию общенациональной системы медицинского страхования. В 1938 году были образованы все социальные службы, что сделало Венгрию самой прогрессивной в плане страхования из стран Центральной и Восточной Европы. В послевоенные годы коммунистическое правительство провело полную национализацию социального страхования, сделав систему здравоохранения Венгрии государственной, доступной повсеместно для всех граждан Венгрии.
После перехода к свободному рынку начался новый этап преобразования системы здравоохранения. В 1993 году был образован Фонд национального здравоохранения (венг. Országos Egészségbiztosítási Pénztár). Фонд, основанный на системе социального страхования, является общественной организацией, контролирующей медицинское страхование в Венгрии. 83 % финансирования Фонда составляют налоги. Участие в схеме страхования — обязательное для всех трудоустроенных граждан (в том числе самозанятых). К Фонду подключены и многие частные клиники.
В связи с прежней политикой приёма на работу в венгерских больницах обычными являются такие явления, как сокращение врачей и нехватка медсестёр, что расценивается экспертами как неразумное использование людских ресурсов. Ещё одним типичным явлением венгерского здравоохранения являются подарки врачам в виде некоторых сумм в обмен на доступ к более качественному лечению: согласно данным индекса Евро Здоровья 2015 года, Венгрия относилась к числу тех стран, где пациенты чаще всего неофициально доплачивали врачам за услуги. При этом оказание медицинской помощи для венгерских граждан и граждан Евросоюза, которое признано «крайне необходимым», является бесплатным.

## Инфраструктура
С учётом того, что Всемирный банк классифицирует Венгрию как страну с высоким уровнем доходов, эксперты утверждают о развитой системе здравоохранения. По статистике, среднее время прибытия машины из Национальной службы скорой помощи (венг. Országos Mentőszolgálat) составляет не более 15 минут. В 2013 году были построены 20 новых станций скорой помощи и обновлены ещё 60 путём закупок 200 автомобилей.
В 2009 году в Сентеше была открыта станция с вертолётной площадкой, которая позволяет перевозить больных и по воздуху. Всего в стране насчитываются 7 подобных крупных станций в Будаёрше, Балатонфюреде, Шармеллеке, Пече, Сентеше, Дебрецене и Мишкольце. Среднее время прибытия вертолёта также составляет 15 минут, в зоне действия площадок — до 85 % территории страны. Вертолётные площадки есть во всех национальных и региональных больницах, в том числе при институтах скорой помощи в Будапеште, Пече, Сегеде и Дебрецене.

## Медицинский туризм

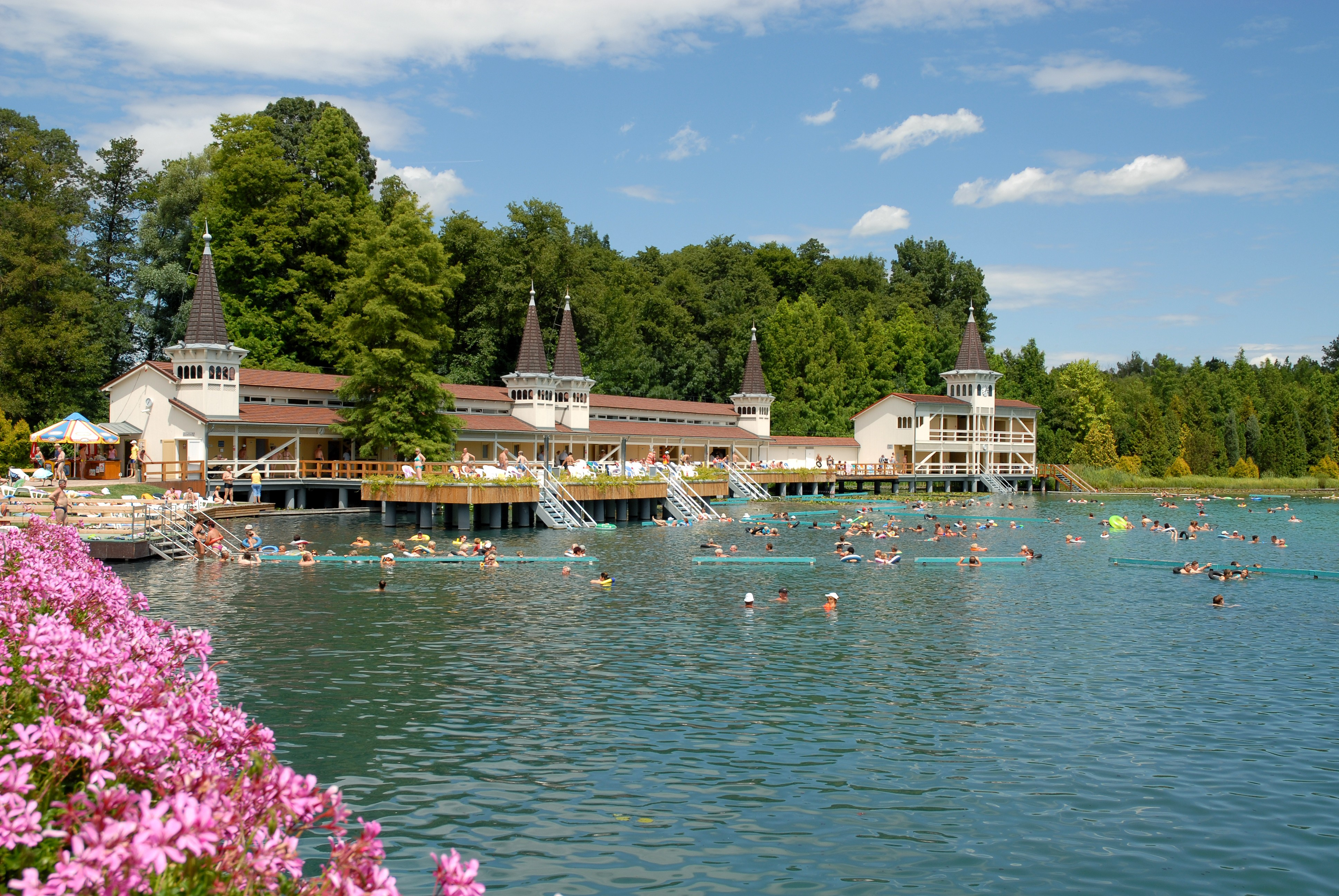
Озеро Хевиз, второй по площади термальный источник в мире

Венгрия пользуется славой у туристов как основное направление медицинского туризма: страна является, в частности, лидером в стоматологическом туризме, имея свою долю размером 42 % в Европе и 21 % в мире. В 1980-е годы первыми такими туристами стали немцы ФРГ и австрийцы, которые искали недорогое и высококачественное медицинское обслуживание. После ухода коммунистов с поста правящей партии медицинский туризм стал прибыльным делом: ежегодно от 60 до 70 тысяч человек посещают Венгрию для лечения зубов, что приносит в этой сфере доход в 65—70 млрд форинтов (около 325—350 млн долларов США). Стоимость медицинских услуг в Венгрии составляет от 40 до 70 % стоимости тех же услуг в Великобритании, США или странах Скандинавии. Самые популярные медицинские услуги — стоматология, косметическая хирургия, ортопедия, реабилитация больных сердечно-сосудистыми заболеваниями, лечение бесплодия, дерматология, омоложение, борьба против ожирения и наркотической зависимости, операции по корректировке зрения. Также важным сектором является пластическая хирургия: до 30 % клиентов пластических хирургов — иностранные граждане, стоимость услуг пластической хирургии может быть снижена на 40—80 %. В Венгрии также находятся ряд горячих источников (озеро Хевиз, купальня Сеченьи и т. д.), популярные среди туристов.